# Retrato de joven (Botticelli, Florencia)
Este Retrato de joven (en italiano Ritratto di giovane) que se conserva en la Galería Palatina del Palacio Pitti de Florencia es un cuadro del pintor renacentista italiano Sandro Botticelli, realizado alrededor de 1470. Es una pintura al temple sobre madera que mide 51 cm de alto y 33,7 cm de ancho. Se conserva en el Palacio Pitti de Florencia.
A lo largo del tiempo, fue atribuido a diferentes pintores. Actualmente, se reputa obra de Botticelli. Uno de los rasgos que confirma su autoría son los numerosos arrepentimientos en la banda de tela que cae sobre el hombro, propios de un perfeccionista y empeñado profesional del dibujo como Botticelli.
Es un retrato de notable relevancia artística, puesto que es uno de los primeros de la pintura europea occidental en los que el sujeto viene retratado no de perfil, como era costumbre, sino en tres cuartos, innovación aportada al género por los flamencos.
Otro Retrato de joven se alberga en la National Gallery de Londres, y hay un tercer Retrato de joven en la Galería Nacional de Arte de Washington D. C..